# 團結Band (專輯)
《團結Band》（日语： Kessoku Bando ?）是日本虛構女子搖滾樂隊團結Band的錄音室專輯，於2022年12月25日開放下載，12月28日發行實體CD。團結Band是在同年播映的電視動畫《孤獨搖滾！》中登場的女高中生搖滾樂隊，由主唱兼結他手喜多郁代、主結他手後藤一里、貝斯手山田涼和鼓手伊地知虹夏組成。以上角色依次序由聲優長谷川育美、青山吉能、水野朔和鈴代紗弓配音，專輯內的歌曲也由她們主唱。
該專輯共有14首歌曲，其中一首為亞細亞功夫世代歌曲〈滾動的岩石，清晨降臨到你身邊〉的翻唱版本。九張單曲於專輯發行前随动画播出預先推出。專輯發行後於Billboard Japan和Oricon的多個榜單皆曾奪冠，並於2023年2月獲頒日本唱片協會的金唱片認證，2024年5月獲頒日本唱片協會的白金唱片認證。

## 背景
團結Band是在漫畫《孤獨搖滾！》登場的虛構搖滾樂團，樂團名「團結Band」（結束バンド）在日文中意指束線帶，其中「帶」與「樂團」的日文相同，都是。於改編電視動畫中，長谷川育美、青山吉能、水野朔、鈴代紗弓分別擔任樂隊成員喜多郁代、後藤一里、山田涼、伊地知虹夏的配音。動畫第5集播出後，宣布將發行樂團同名專輯，共14首歌曲，其中包括動畫中出現的歌曲。動畫的音樂總監岡村弦透過私人關係挑選了比田井修（鼓手）、高間有一（貝斯手）、akkin（吉他手）、三井律郎（吉他手）負責動畫和專輯的音樂演奏。
〈秘密基地〉、〈不會唱情歌〉、〈小小的海〉、〈孤獨東京〉和〈往日重现〉是於專輯新推出的歌曲。〈滾動的岩石，清晨降臨到你身邊〉是亞細亞功夫世代同名歌曲的翻唱版本，作為動畫第12集的片尾曲。該專輯由多位音樂家合力製作，如樋口愛、音羽-otoha-、KANA-BOON的谷口鮪、the peggies的北澤佑扶、ZAQ等人。

## 發行與宣傳
《團結Band》於2022年12月25日開放數位下載。12月28日發行限定版實體CD，並附有動畫開頭曲和片尾曲的藍光影碟。

### 單曲
九張单曲於專輯發行前預先推出。〈青春情結〉於2022年10月9日以數位和實體CD形式發行，歌曲發行後於日本《告示牌》Heatseekers Songs榜單獲得第3名。〈Distortion!!〉於同日以數位形式發行，歌曲發行後於Heatseekers Songs榜單排名第18。〈Karakara〉於2022年10月30日以數位形式發行。〈吉他與孤獨與藍色星球〉於2022年11月6日以數位形式發行，歌曲發行後於Heatseekers Songs榜單獲得第4名。〈那個樂隊〉和〈哪裡錯了〉於2022年11月27日以數位形式發行。〈才不會忘掉〉、〈若能化作星座〉和〈滾動的岩石，清晨降臨到你身邊〉於2022年12月25日以數位形式發行。

### 現場表演
2023年5月21日，為團結Band配音的四人於演唱會「團結Band LIVE-恆星-」（結束バンド LIVE-恒星-）演唱了〈孤獨東京〉、〈那個樂隊〉、〈才不會忘掉〉、〈若能化為星座〉、〈滾動的岩石，清晨降臨到你身邊〉等曲。

## 專業評價
Mikiki的s.h.i.稱《團結Band》是「真正傑出的音樂作品，沒有陷於常見的『動畫歌曲風格』」，並認為該專輯具有日本搖滾樂的特徵，其「金屬風」的主吉他創造了一種不同於2000—2010年代的獨特型態。s.h.i.稱讚了長谷川和青山的人聲及專輯的凝聚力，认为该专辑是值得各类音乐粉丝一听的佳作。音樂記者柴那典在為《日经MJ》撰寫的文章中稱讚了《團結Band》中高品質的音樂，並表示專輯富有下北澤「發源自2000年代的日本搖滾吉他的本質」。Real Sound的Z11表示專輯中散發的「青澀情感」切合《孤獨搖滾！》的情節，其風格和歌聲能使他聯想到故事裡的角色形象。

## 商業表現
《團結Band》發行後首週空降Billboard Japan Download Albums榜單，以5,877的下載量奪冠，第二週於Billboard Japan Top Albums Sales以73,244的銷量奪冠。該專輯於Oricon的專輯榜、專輯合算榜、專輯下載榜皆曾奪冠，同时也是首張获得Oricon专辑下载榜四连冠的女子团体专辑。2023年2月，專輯於日本唱片協會獲頒金唱片認證。2023年6月，Billboard Japan公布2023上半年排行榜，该专辑位居专辑下载榜第1名，专辑实体销量榜第16名，综合排名第6名。该专辑也获得了Oricon公信榜2023上半年专辑下载榜第一，为女子团体首次获得该榜第一。在海外，截至2023年1月4日，該專輯於AOTY「最佳專輯」使用者評分類別獲得22名。

## 曲目
| CD／數位下載 | CD／數位下載                     | CD／數位下載 | CD／數位下載 | CD／數位下載 | CD／數位下載 | CD／數位下載 |
| 曲序         | 曲目                             |              | 作曲         | 编曲         | 人声         | 时长         |
| ------------ | -------------------------------- | ------------ | ------------ | ------------ | ------------ | ------------ |
| 1.           | 青春情結（）                     | 樋口愛       | 音羽-otoha-  | 三井律郎     | 长谷川育美   | 3:23         |
| 2.           | 孤独东京（）                     | 樋口愛       | 永井正道     | 三井律郎     | 长谷川育美   | 3:52         |
| 3.           | Distortion!!（）                 | 谷口鮪       | 谷口鮪       | 三井律郎     | 长谷川育美   | 3:23         |
| 4.           | 秘密基地（）                     | ZAQ          | 吉岡大地     | 三井律郎     | 长谷川育美   | 3:52         |
| 5.           | 吉他与孤独与蓝色星球（）         | ZAQ          | 音羽-otoha-  | akkin        | 长谷川育美   | 3:48         |
| 6.           | 不会唱情歌（）                   | ZAQ          | 塚田耕平     | akkin        | 长谷川育美   | 3:08         |
| 7.           | 那个乐队（）                     | 樋口愛       | 草野華余子   | 三井律郎     | 长谷川育美   | 3:33         |
| 8.           | Karakara（）                     |              |              | 三井律郎     | 水野朔       | 4:25         |
| 9.           | 小小的海（）                     | 音羽-otoha-  | 音羽-otoha-  | 三井律郎     | 长谷川育美   | 3:43         |
| 10.          | 哪裡錯了（）                     | 北澤佑扶     | 北澤佑扶     | 三井律郎     | 铃代纱弓     | 3:47         |
| 11.          | 才不會忘掉（）                   | ZAQ          | 吉岡大地     | 三井律郎     | 长谷川育美   | 3:43         |
| 12.          | 若能化作星座（）                 | 樋口愛       | 内藤英雅     | 三井律郎     | 长谷川育美   | 4:18         |
| 13.          | 往日重现（）                     | 音羽-otoha-  | 音羽-otoha-  | 三井律郎     | 长谷川育美   | 4:35         |
| 14.          | 滾動的岩石，清晨降臨到你身邊（） | 後藤正文     | 後藤正文     | 三井律郎     | 青山吉能     | 4:31         |
| 总时长：     | 总时长：                         | 总时长：     | 总时长：     | 总时长：     | 总时长：     | 54:08        |

| 藍光光碟（限定版） | 藍光光碟（限定版）            | 藍光光碟（限定版） |
| 曲序               | 曲目                          | 时长               |
| ------------------ | ----------------------------- | ------------------ |
| 1.                 | 青春情結 (無字幕片頭)（）     | 0:31               |
| 2.                 | Distortion!! (無字幕片尾)（） | 1:32               |
| 3.                 | Karakara (無字幕片尾)（）     | 1:32               |
| 4.                 | 哪裡錯了 (無字幕片尾)（）     | 1:32               |

## 排行榜
| 排行榜（2022年—2023年）                  | 最高排名 |
| ---------------------------------------- | -------- |
| 日本（Oricon專輯榜）                     | 1        |
| 日本（Oricon專輯合算榜）                 | 1        |
| 日本（Oricon專輯下載榜）                 | 1        |
| 日本（Billboard Japan Download Albums）  | 1        |
| 日本（Billboard Japan Hot Albums）       | 1        |
| 日本（Billboard Japan Top Albums Sales） | 1        |

| 排行榜（2023年）     | 最高排名 |
| -------------------- | -------- |
| 日本（Oricon專輯榜） | 4        |

| 排行榜（2023年）                   | 排名 |
| ---------------------------------- | ---- |
| 日本（Billboard Japan Hot Albums） | 11   |

## 認證與銷量
| 地區                 | 认证 | 认证单位/销量 |
| -------------------- | ---- | ------------- |
| 日本（日本唱片協會） | 白金 | 250,000^      |
| ^僅含認證的出貨量    |      |               |

## 外部連結
- 電視動畫官方網站专辑介绍页面